# Непомнящий, Михаил Григорьевич
Михаил Григорьевич Непомнящий (1921—1944) — участник Великой Отечественной войны, командир батальона 1131-го стрелкового полка 337-й стрелковой дивизии 27-й армии 2-го Украинского фронта, Герой Советского Союза, капитан.

## Биография
Родился в семье рабочего. Еврей. Окончил 10 классов. В РККА с 1941 года. В том же году окончил Тамбовское военное пехотное училище.
В действующей армии с августа 1941 года. В боях под Яссами показал образцы упорства и мужества при обороне захваченного плацдарма. Всегда умело выполнял поставленную боевую задачу.
Проявил героизм и отвагу в боях за деревню Ремети на территории Румынии. Там наступление полка было остановлено противником силами до 900 солдат при поддержке трёх танков. Комбат получил задачу обходным маневром сбить противника с занятых позиций. В результате внезапной атаки враг в панике бежал, оставив на поле боя до 300 солдат и офицеров.
Умело организовал бой на подступах к городу Орадеа-Маре (Орадя, Румыния) 3 октября 1944 года. Батальон отразил 6 контратак противника и возобновил наступление на город. Был ранен и скончался от ран 10 октября 1944 года. Звание Героя Советского Союза присвоено 24 марта 1945 года.
Похоронен в городе Алба-Юлия (Румыния).

## Награды
Указом Президиума Верховного Совета СССР от 24 марта 1945 года за образцовое выполнение заданий командования и проявленные при этом мужество и геройство Непомнящему Михаилу Григорьевичу присвоено звание Героя Советского Союза (посмертно).
Награждён орденом Ленина (1945), орденом Александра Невского (1944), орденом Красной Звезды (1943).

## Память
На здании СПТУ-5 в Брянске — мемориальная доска.